# Esposa de Aluguel
Esposa de Aluguel é um filme brasileiro de comédia romântica escrito por Luanna Guimarães e com direção de Cris D'Amato. É estrelado por Caio Castro, Thati Lopes, Patrícya Travassos, Mariana Xavier e Polliana Aleixo. Foi lançado em 11 de outubro de 2022 na Netflix.

## Premissa
Luiz é um jovem solteirão que estabeleceu regras claras para seus relacionamentos com as mulheres — a principal delas é nunca se comprometer. De fato, após três meses, ele termina qualquer envolvimento de forma definitiva, com medo de que a relação se torne algo sério. Porém, para atender ao último desejo de sua mãe, que está prestes a falecer, e evitar ser excluído do testamento, Luiz decide contratar uma atriz para fingir ser sua namorada.

## Elenco
| Ator/Atriz         | Personagem                        |
| ------------------ | --------------------------------- |
| Caio Castro        | Luiz Pereira                      |
| Thati Lopes        | Lina Maia (Maria Abigail Maia)    |
| Polliana Aleixo    | Suellen Glória                    |
| Patrícya Travassos | Dona Carlota                      |
| Mariana Xavier     | Maria Inez Pereira                |
| Bruna Louise       | Maria Clara Pareira               |
| Fafá Rennó         | Maria Eugênia Pereira             |
| Gabi Lopes         | Paula (Paulinha)                  |
| Danilo de Moura    | Nestor                            |
| Danielle Winits    | Soraya                            |
| Carlos Takeshi     | Pedro                             |
| Jairo Pereira      | Tonico                            |
| Dominique Bueno    | Debora Pereira                    |
| Arthur Kohl        | Dr. Edmar                         |
| Joel Vieira        | Júlio Abreu                       |
| Flavio Pardal      | Samir                             |
| Marcia Manfredini  | Alda (senhora da fila do mercado) |
| Bruna Aiso         | Catarina                          |
| Marjorie Gerardi   | Cecília                           |

## Produção
Em 26 de abril de 2021, foi anunciado que Caio Castro e Thati Lopes iriam estrelar uma comédia romântica produzida para a Netflix. Em outubro do mesmo ano, foi iniciada a produção do filme, com locações em São Paulo.

## Lançamento
O filme foi lançado na Netflix em 11 de outubro de 2022.